# Mönchgut

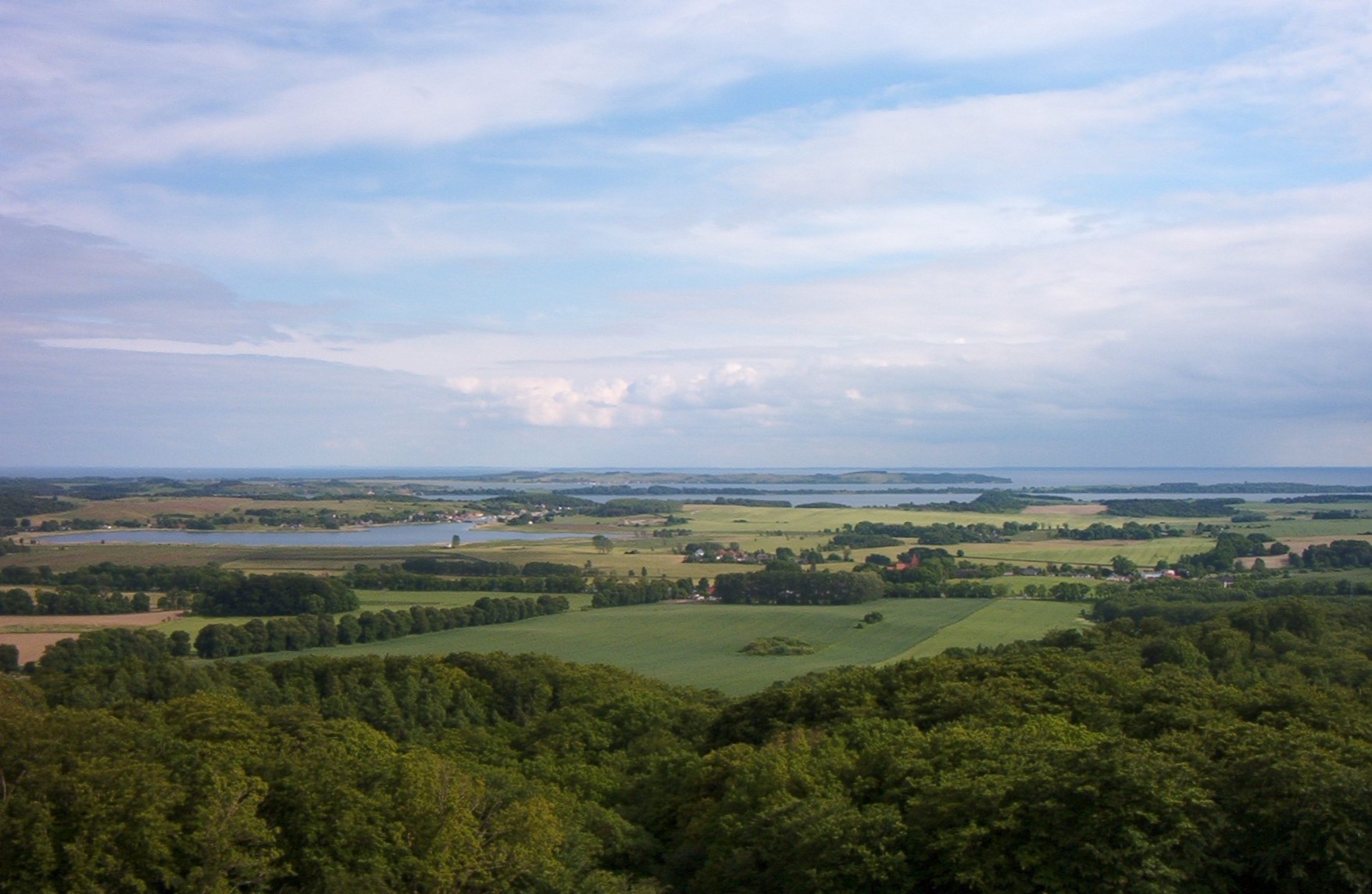
Widok na Mönchgut z Jagdschloss Granitz

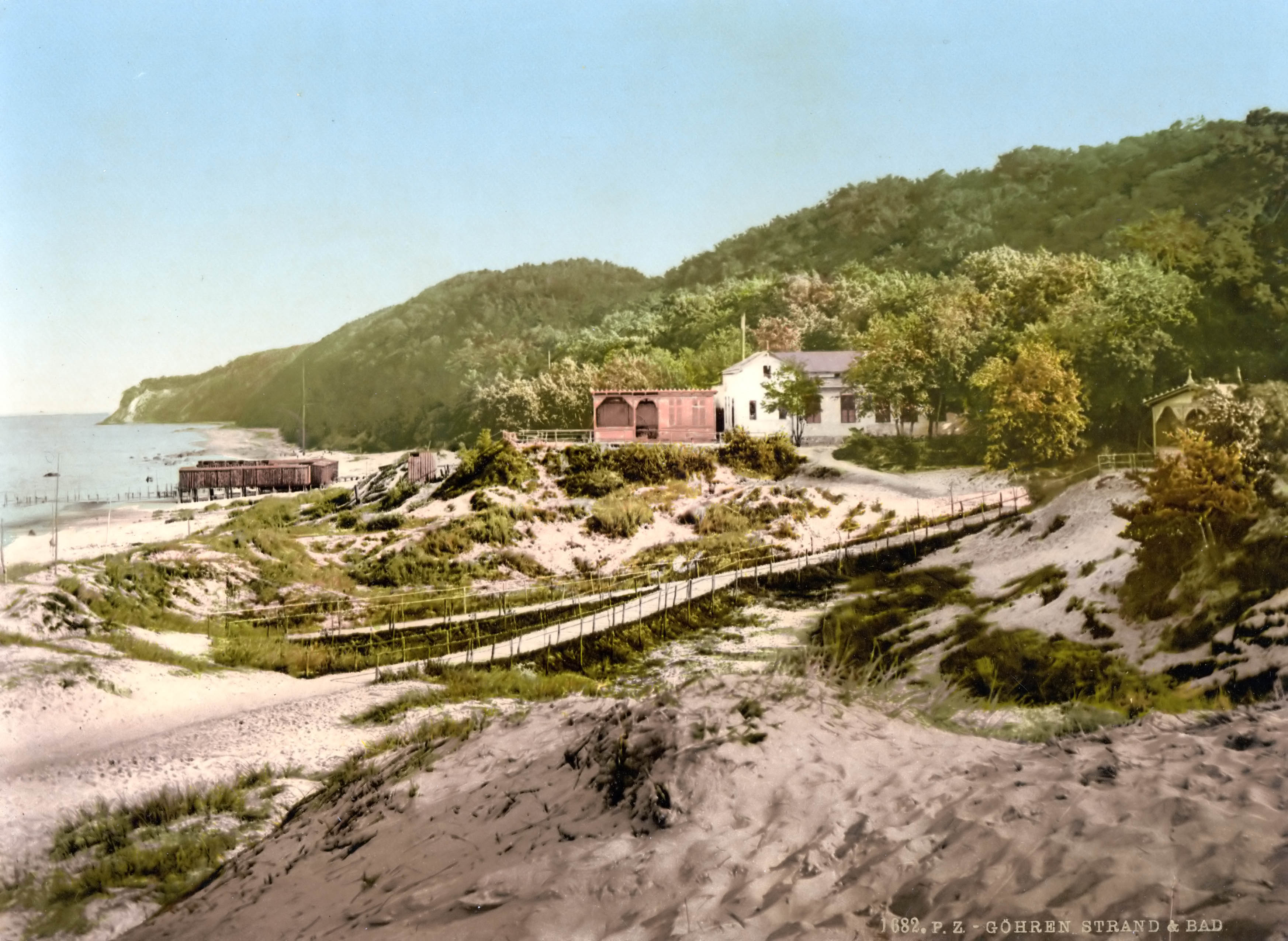
Historyczna pocztówka przedstawiająca Göhren na Mönchgut

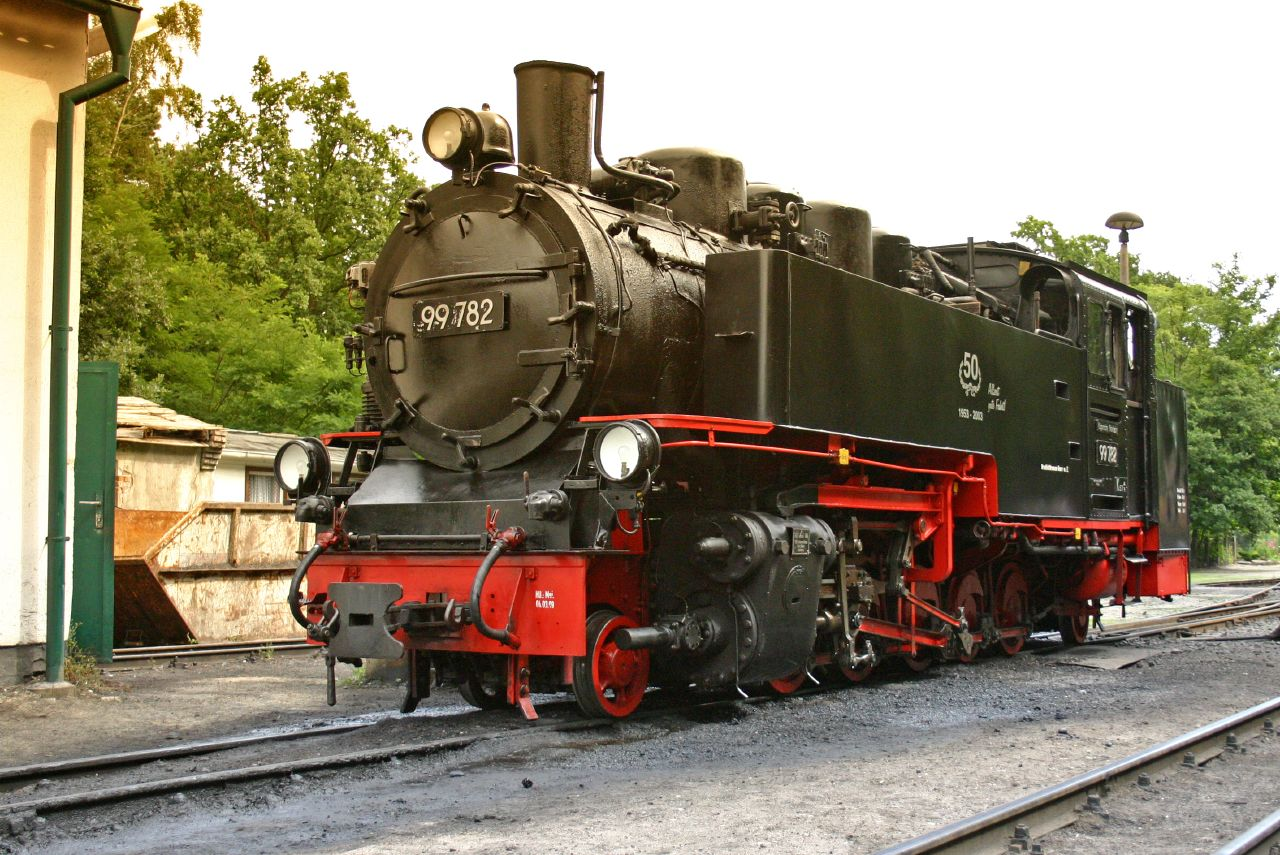
Lokomotywa składu Rasender Roland

Mönchgut – półwysep stanowiący część niemieckiej wyspy Rugia (land Meklemburgia-Pomorze Przednie), obejmujący południowo-wschodnie jej obszary pomiędzy Zatoką Greifswaldzką i otwartym Morzem Bałtyckim. Mönchgut leży na terytorium gmin Göhren i Thiessow, w powiecie Vorpommern-Rügen, na terenie Rezerwatu Biosfery Südost-Rügen, powierzchnia półwyspu to 29,44 km², zaś liczba mieszkańców to około 6 600. Półwysep składa się z kilku mniejszych, takich jak Reddevitzer Höft, Kleiner Zicker i Großer Zicker. Między dwoma ostatnimi znajduje się zatoka Having. Na wschód od Mönchgut położona jest niewieka wyspa Greifswalder Oie.
Nazwa półwyspu pochodzi od mnichów z klasztoru Eldena w Greifswaldzie (Mönchgut w dosłownym tłumaczeniu to „mnisze dobra”), którym ziemie te zostały nadane w 1252 roku przez księcia Jaromira II. Na język polski tłumaczona jako Mnichów.
Mieszkańcy półwyspu dawniej zajmowali się głównie rybołówstwem i gospodarką morską. Obecnie zwracają się w kierunku turystyki. Główną atrakcją turystyczną Mönchgut jest lokalne muzeum historyczne w Göhren, połączone ze skansenem. Znajduje się tam również wystawa regionalnych strojów, z których Mönchgut słynie. Na półwyspie, w Göhren,  leży także końcowa stacja rugijskiej kolejki wąskotorowej Rasender Roland (dosł. Szalony lub Pędzący Roland).